# Столяр Петро Єфремович
Петро Єфремович Столяр (13 серпня 1939, село Рихта, тепер Кам'янець-Подільського району Хмельницької області — ?) — український радянський діяч, бригадир теслярів-бетонників Кам'янець-Подільського будівельно-монтажного управління «Цементбуд» Хмельницької області. Депутат Верховної Ради СРСР 9—10-го скликань.

## Біографія
Народився в селянській родині. Закінчив сім класів школи села Рихти Кам'янець-Подільського району.
У 1957—1958 роках — тесляр в колгоспі Кам'янець-Подільського району Хмельницької області.
У 1958—1961 роках — служба в Радянській армії.
У 1961—1966 роках — тесляр низки будівельних організації, у тому числі бригадир теслярів-столярів Кам'янець-Подільського міжколгоспбуду Хмельницької області.
З 1966 року — бригадир теслярів-бетонників Кам'янець-Подільського будівельно-монтажного управління «Цементбуд» міста Кам'янця-Подільського Хмельницької області.
Член КПРС з 1969 року.
Освіта середня спеціальна. Без відриву від виробництва закінчив будівельний технікум.
Потім — на пенсії в місті Кам'янці-Подільському Хмельницької області

## Нагороди
- орден Леніна
- орден Трудового Червоного Прапора
- медалі